# Vídeo Brinquedo
Vídeo Brinquedo (anteriormente conocido como Spot Films São Paulo, Toyland Video y Toy Video) es un estudio brasileño de animación infantil, conocido por producir películas ampliamente conocidas como mockbusters de baja calidad, basadas en películas de otros estudios más exitosos.
En 2008, Erik Henriksen, un periodista del The Portland Mercury, criticó Vídeo Brinquedo y dijo que la empresa es el estudio de cine más flojo y de bajo presupuesto de todos los tiempos ("the laziest/cheapest movie studio of all time") Video Brinquedo está catalogado entre los peores estudios de animación de la historia, dado la completa falta de originalidad y la terrible calidad de animación de sus películas.
Los últimos DVD de sus películas salieron entre 2011 y 2014, hoy en día se dedican a subir videos en YouTube bajo el nombre de "Crianças inteligentes" que está abierto desde 2013 y empezaron a resubir su antiguo contenido a su canal pero en formato 4k.

## Películas hechas
| Película                            | Calificación (IMDb) | Estreno                 | Plagio de                                 |
| ----------------------------------- | ------------------- | ----------------------- | ----------------------------------------- |
| Pinocchio                           | 1.8                 | 2004                    | Pinocho                                   |
| Rapunzel                            | 1.6                 | 2005                    | Basada en el cuento de los hermanos Grimm |
| The Little Cars: in The Great Race  | 1.5                 | 2006                    | Cars                                      |
| Ratatoing                           | 1.6                 | 2007                    | Ratatouille                               |
| Little Bee                          | 1.1                 | 2007                    | Bee Movie                                 |
| Gladiformers                        | 4.0                 | 2007                    | Transformers                              |
| Little Cars 2: Rodopolis Adventures | 2.4                 | 29 de mayo de 2007      | Cars                                      |
| Little Cars 3: Fast and Curious     | 2.3                 | 18 de diciembre de 2007 | Cars, The Fast and the Furious            |
| Little Princess School              | 2.1                 | 2008                    | Disney Princess                           |
| The Little Panda Fighter            | 1.3                 | 2008                    | Kung Fu Panda                             |
| Tiny Robots                         | 2.4                 | 2008                    | WALL·E                                    |
| Little Cars 4: New Genie Adventures | ?                   | 2008                    | Cars                                      |
| Gladiformers 2                      | 4.6                 | 17 de julio de 2009     | Transformers: la venganza de los caídos   |
| What's Up?: Balloon to the rescue   | 1.1                 | 2009                    | Up                                        |
| Little & Bigs Monsters              | 1.2                 | 17 de mayo de 2009      | Monsters vs. Aliens                       |
| The Little Cars 5: Big Aventures    | ?                   | 2009                    | Cars                                      |
| Cinderella                          | 5.2                 | 2009                    | Cinderella                                |
| Alice in Wonderland                 | 2.3                 | 2011                    | Alice in Wonderland                       |
| Little Cars 6: The Furious Sequel   | 2.8                 | 2011                    | Cars 2                                    |